# Clavelina moluccensis
Espèce
Clavelina moluccensis est une espèce de Tuniciers de la famille des Clavelinidae.

## Répartition
Clavelina moluccensis se rencontre dans le bassin Indo-Pacifique ouest et est présent sur les récifs entre 3 et 113 m de profondeur.

## Description
Clavelina moluccensis est une espèce hermaphrodite qui se reproduit indifféremment de manière croisée ou non. Les œufs se développent en larves lécithotrophes avant de se métamorphoser en adultes benthiques.

## Systématique
Le nom valide complet (avec auteur) de ce taxon est Clavelina moluccensis (Sluiter (de), 1904).
L'espèce a été initialement classée dans le genre Podoclavella sous le protonyme Podoclavella moluccensis Sluiter, 1904.
Clavelina moluccensis a pour synonymes :
- Clavelina molluccensis (Sluiter, 1904)
- Podoclavella moluccensis Sluiter, 1904

### Étymologie
Son épithète spécifique, composée de molucc et du suffixe latin -ensis, « qui vit dans, qui habite », lui a été donnée en référence à sa localité type, les Moluques. 

### Publication originale
- (de) C. P. Sluiter, « Die Tunicaten der Siboga-Expedition. Part 1. Die socialen und holosomen Ascidien », Siboga-Expedition, no 56a,‎ 1904, p. 1-126.